# توپ طلای ۱۹۸۲
توپ طلای ۱۹۸۲ (فرانسوی: 1982 Ballon d'Or‎) ۲۷مین رویداد سالیانهٔ توپ طلا بود که از سوی مجلهٔ فرانس فوتبال به بهترین بازیکن فوتبال در سال ۱۹۸۲ اعطا گردید که در این سال، پائولو روسی برندهٔ توپ طلا شد.

## رتبه‌بندی
| ردیف | نام                 | باشگاه                           | ملیت               | امتیاز |
| ---- | ------------------- | -------------------------------- | ------------------ | ------ |
| ۱    | پائولو روسی         | باشگاه فوتبال یوونتوس            | ایتالیا            | ۱۱۵    |
| ۲    | آلن ژیرس            | باشگاه فوتبال بوردو              | فرانسه             | ۶۴     |
| ۳    | زبیگنیف بونیک       | باشگاه فوتبال یوونتوس            | لهستان             | ۵۳     |
| ۴    | کارل-هاینتس رومنیگه | باشگاه فوتبال بایرن مونیخ        | آلمان غربی         | ۵۱     |
| ۵    | برونو کونتی         | باشگاه فوتبال آ.اس. رم           | ایتالیا            | ۴۸     |
| ۶    | رینات داسایف        | باشگاه فوتبال اسپارتاک مسکو      | اتحاد جماهیر شوروی | ۱۷     |
| ۷    | پیر لیتبارسکی       | باشگاه فوتبال کلن                | آلمان غربی         | ۱۰     |
| ۸    | دینو زوف            | باشگاه فوتبال یوونتوس            | ایتالیا            | ۹      |
| ۹    | میشل پلاتینی        | باشگاه فوتبال یوونتوس            | فرانسه             | ۵      |
| ۱۰   | برند شوستر          | باشگاه فوتبال بارسلونا           | آلمان غربی         | ۴      |
| ۱۱   | جانکارلو آنتونیونی  | باشگاه فوتبال فیورنتینا          | ایتالیا            | ۳      |
| 12   | Bruno Pezzey        | باشگاه فوتبال آینتراخت فرانکفورت | اتریش              | ۲      |
| 12   | گائتانو شیره‌آ       | باشگاه فوتبال یوونتوس            | ایتالیا            | ۲      |
| 12   | اریک گرتس           | باشگاه فوتبال استاندارد لیژ      | بلژیک              | ۲      |
| ۱۵   | پائول برایتنر       | باشگاه فوتبال بایرن مونیخ        | آلمان غربی         | ۱      |
| ۱۵   | توربیون نیلسون      | باشگاه فوتبال گوتبورگ            | سوئد               | ۱      |
| ۱۵   | Walter Schachner    | باشگاه فوتبال چزنا               | اتریش              | ۱      |
| ۱۵   | مارکو تاردلی        | باشگاه فوتبال یوونتوس            | ایتالیا            | ۱      |
| ۱۵   | ماریوس ترزو         | باشگاه فوتبال بوردو              | فرانسه             | ۱      |